# B-FAST
B-FAST (Belgian First Aid and Support Team) is de interventiestructuur van de Belgische overheid die noodhulp verleent bij rampen in het buitenland op eigen verzoek op voorwaarde dat er geen gewapend conflict plaatsvindt, als het getroffen land niet meer in staat is zelf een degelijke hulpverlening te organiseren. B-FAST werd opgericht door de Belgische overheid na aardbevingen in augustus 1999 in Turkije. B-Fast valt onder de federale ministers van binnenlandse zaken, buitenlandse zaken, volksgezondheid en defensie en is dan ook een overkoepelende organisatie.

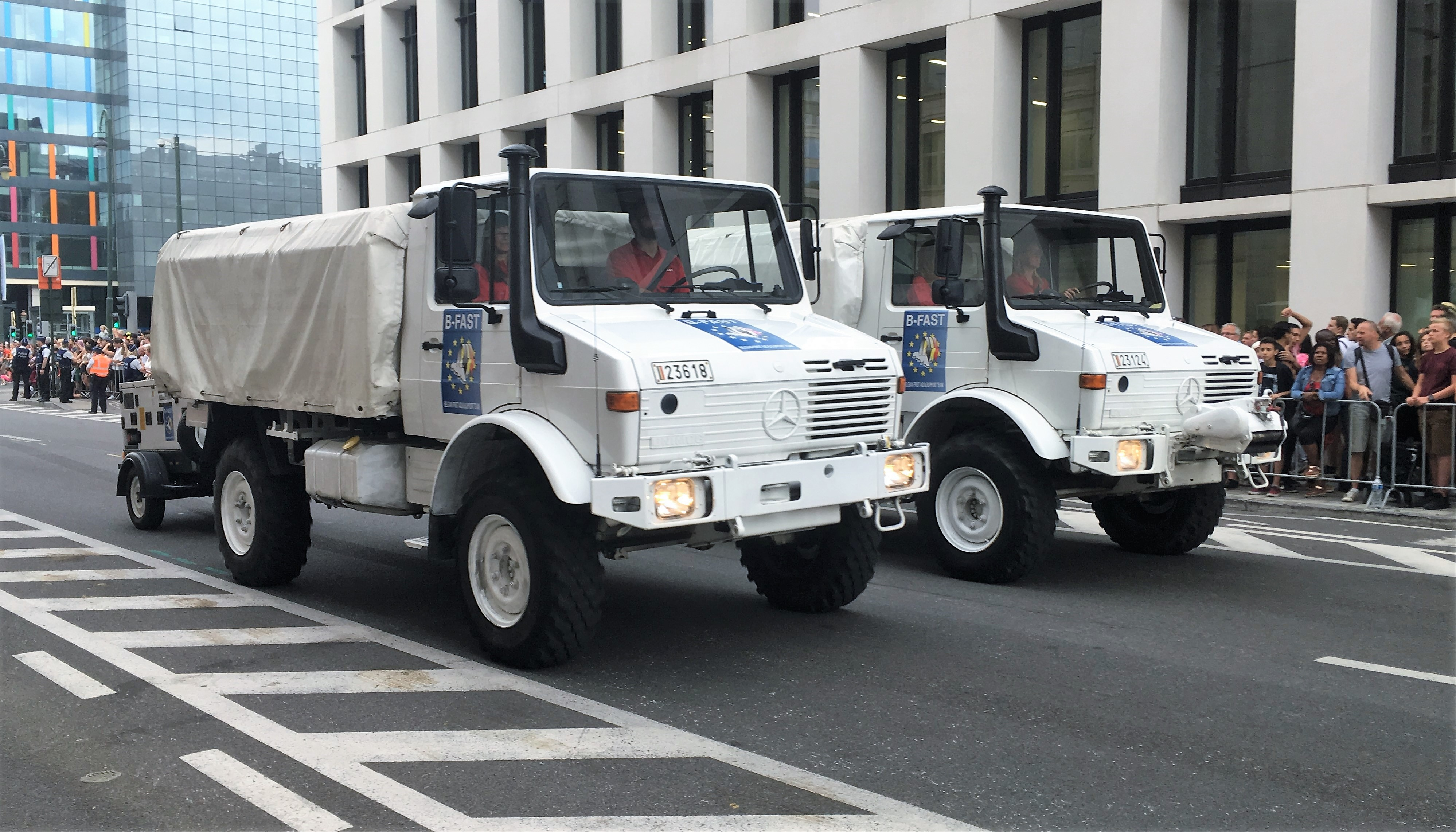
Voorbeelden vrachtauto's hulpteam

## Organisatie
B-FAST mag volgens zijn koninklijk besluit van 28 februari 2003 enkel ingezet worden bij "elke gebeurtenis veroorzaakt door de mens en elk natuurfenomeen, van een dergelijke omvang dat de hulpdiensten van het getroffen land niet meer bij machte zijn de nodige bijstand te verlenen en waarbij het leven of de gezondheid van de bevolking in gevaar is, met uitsluiting van de gevallen van gewapende conflicten", het kan enkel voor buitenlandse missies gebruikt worden.
B-FAST bestaat uit artsen, verpleegkundigen, brandweerlieden, leden van de Civiele Bescherming, hondengeleiders, klimteams, militairen en allerlei logistiek personeel.
Modules
B-FAST bestaat uit verschillende modules en componenten die zowel samen als losstaand van elkaar gebruikt kunnen worden:
- Emergency Medical Team Level 2 (EMT2), "veldhospitaal"
- Emergency Temporary Shelter (ETS), "tentenkamp"
- Water Purification System (WPS), "waterzuivering"
- High Capacity Pumping, "waterpompen"
- Flood Rescue Using Boats (FRUB), "reddingsoperaties per boot"
- CBRN-detectieteams (Chemisch, Biologisch, Radiologisch en Nucleair)

## Missies

### Tyfoon in de Filipijnen
Naar aanleiding van de tyfoon Haiyan en de daaropvolgende internationale vraag om hulp van de Filipijnse autoriteiten werd de beslissing genomen uit te rukken. B-FAST was zo het eerste internationale hulpteam ter plaatse in het gebied waar de tyfoon het hardst heeft toegeslagen, iets ten zuiden van Tacloban. Daar werden een veldhospitaal en een waterzuiveringsmodule opgestart die nadien zijn overgedragen aan respectievelijk een Duitse ngo en de Filipijnse overheid.

### Aardbeving in Nepal
Naar aanleiding van de aardbevingen in Nepal in 2015 heeft de Belgische regering beslist om een interventieteam met 10 ton hulpgoederen (water, medicijnen, ...) te sturen naar Kathmandu.
België kan hulp bieden door snuffelhonden in te zetten om overlevenden te vinden. In de praktijk zijn ze vooral bezig met doktersbezoeken te geven.

### Missies vanaf 2020
Vanaf 2020 mag het team wegens bezuinigingen geen buitenlandse search and rescue operaties meer uitvoeren. De internationale licentie hiervoor is vervallen.
- 4 maart 2020: Humanitaire goederen naar de Turks-Griekse grens
- 4 augustus 2020: Humanitair en medisch materiaal naar Beiroet, naar aanleiding van de explosie in de haven van Beiroet
- 7 augustus 2020:  Humanitair en medisch materiaal naar Beiroet, naar aanleiding van de explosie in de haven van Beiroet
- Nacht 8-9 september 2020: Shelter naar Moria, Lesbos: opvangcentrum voor asielzoekers van Moria
- 2021: Chirurgische mondmaskers en KN92-maskers aan Oekraïne
- 2021: Chirurgische mondmaskers en nasale zuurstofkatheters naar Nepal
- 2021: Zuurstofflessen aan Jordanië
- 2021: Mondmaskers aan Guinee
- 2021: Remdesivir aan India
- 13 maart tot 30 maart 2021: Medisch team naar Slovakije voor hulp covid-pandemie
- 18 november 2021: Medicatie en persoonlijk beschermingsmateriaal naar Sierra Leone na explosie met tankwagen in de hoofdstad
- 23 februari 2022: kookinfrastructuur en hygiënekits aan de burgers van Oekraïne
- 1 September 2022: Noodgoederen aan Pakistan
- 10 oktober 2022: Waterzuivering Pakistan
- 6 februari 2023: veldhospitaal en medische hulp bij de reddingsacties na aardbeving Turkije-Syrië 2023